# Honus Wagner
Johannes Peter „Honus“ Wagner (* 24. Februar 1874 in Chartiers, Pennsylvania; † 6. Dezember 1955 in Carnegie, Pennsylvania) war ein US-amerikanischer Baseballspieler auf der Position des Shortstops. Zudem war er auch als Manager tätig. Als Nachfahre deutscher Auswanderer und wegen seiner außergewöhnlichen Schnelligkeit bekam er den Beinamen „The Flying Dutchman“ (eigentlich der fliegende Holländer, aber Dutchman wurde als Begriff sowohl für Niederländer als auch für Deutsche verwendet).
Er spielte fast während seiner ganzen aktiven Zeit von 1897 bis 1917 für die Pittsburgh Pirates in der National League der Major League Baseball (MLB). Wagner war einer der ersten fünf Spieler, die 1936 in die Baseball Hall of Fame aufgenommen wurden, noch vor der Baseballlegende Babe Ruth, und wurde nur von Ty Cobb an Stimmen übertroffen. Er wird von den meisten Baseballexperten als der bis heute beste Shortstop angesehen, und obwohl Ty Cobb als der beste Spieler der sogenannten Deadball-Ära erachtet wird, waren nicht wenige Zeitgenossen der Meinung, dass Wagner der Spieler mit den insgesamt besseren Fähigkeiten war. Cobb selbst nannte Wagner „den vielleicht größten Spieler, der je auf einem Baseballplatz stand.“

## Familie und Kindheit
Honus Wagner wurde am 24. Februar 1874 als Sohn der deutschen Einwanderer Peter and Katheryn Wagner im Pittsburgher Stadtteil Chartiers geboren, das heute ein Bezirk von Carnegie in Allegheny County ist. Er hatte acht Geschwister, vier von ihnen starben schon im Kindesalter. Er wurde von seinen Eltern Hans gerufen, Honus ist eine Abwandlung des deutschen Namens. Während seiner Karriere war Hans auch einer seiner Spitznamen. Mit zwölf Jahren verließ Wagner die Schule, um wie sein Vater und seine Brüder in den Kohleminen zu arbeiten. Er und seine Brüder spielten in ihrer Freizeit auf unbefestigten Sandplätzen Baseball. Alle entwickelten dabei außergewöhnliche Fähigkeiten, so dass schließlich vier der Brüder professionelle Baseballspieler wurden. Wie sein älterer Bruder Albert „Butts“ Wagner erlernte Wagner den Beruf des Barbiers, bevor er im Baseball erfolgreich wurde. Der ältere Bruder von Honus, der selbst 1898 ein Jahr in der Major League spielte, soll derjenige gewesen sein, der Honus zu einer ersten Talentsichtung brachte.
Honus Wagner heiratete 1916 Bessie Baine Smith, mit der er drei Töchter hatte: Elva Katrina (geboren 1918), Betty Baine (geboren 1919) und Virginia Mae (geboren 1922).

## Karriere als Spieler

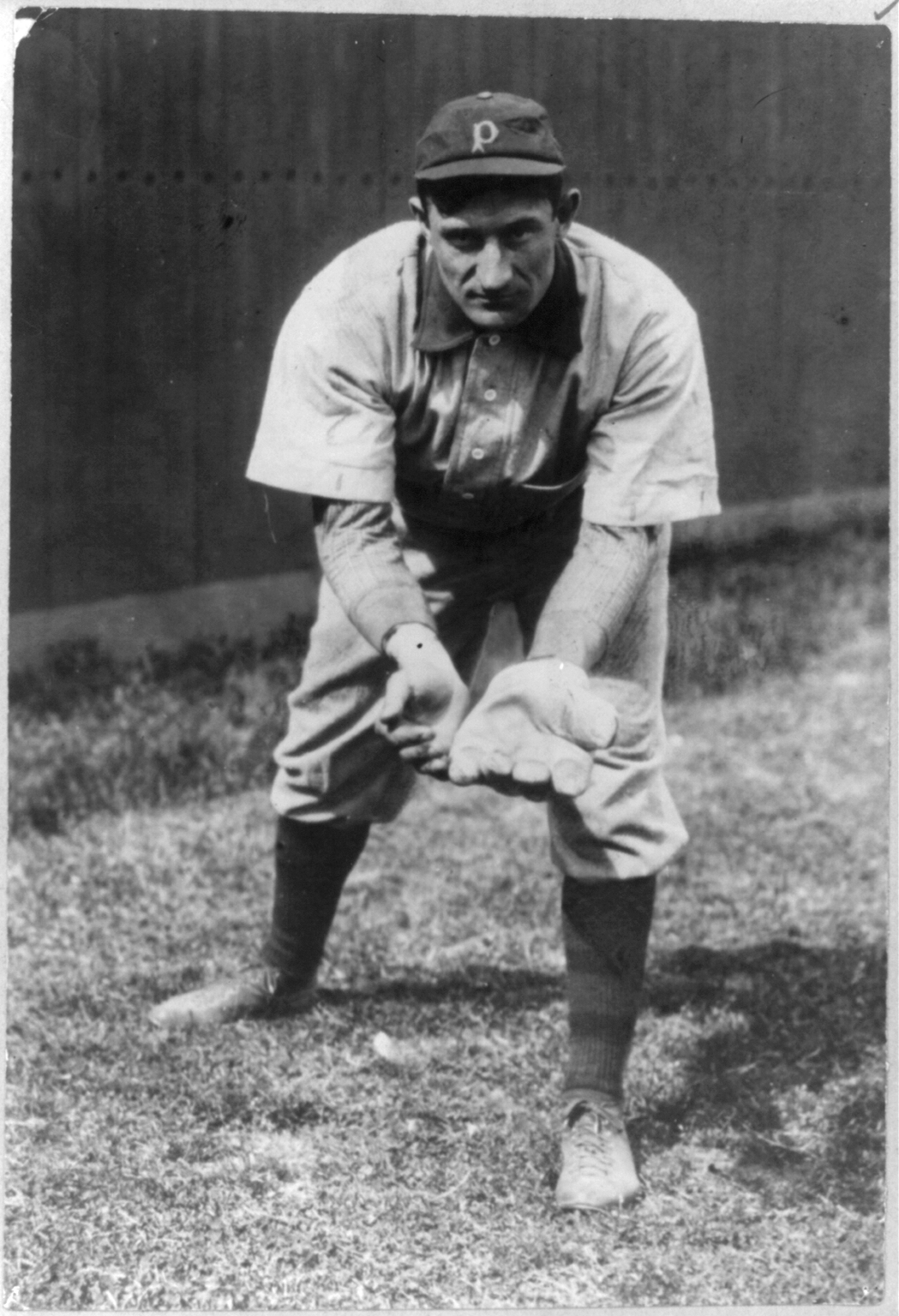
Honus Wagner, 1911

Honus Wagner begann seine Spielerkarriere 1897 bei den Louisville Colonels. Es wird berichtet, dass er von Ed Barrow entdeckt wurde, als dieser sah, wie Honus Steine über einen Bach geworfen hatte. Barrow nahm Honus unter Vertrag und ließ ihn bei der Minor-League-Mannschaft von Paterson, New Jersey spielen. Eine kurze Zeit trat er noch in Steubenville, Ohio an, bevor er nach Louisville geschickt wurde. Dort gehörte Wagner von Anfang an zu den guten Schlagmännern und schaffte bereits in seinem ersten Jahr einen Schlagdurchschnitt von .338 in 61 Spielen. Obwohl er 1898 in seinem zweiten Jahr mit .299 die 300er-Grenze beim Schlagdurchschnitt knapp verfehlte, gehörte er schon zu den Besten in der National League. Die Zahl der Mannschaften in der NL wurde 1899 von zwölf auf acht reduziert und die Louisville Colonels waren eines der ausgeschlossenen Teams. So kam es, dass die herausragenden Spieler wie Pitcher Deacon Phillippe und Rube Waddell, Catcher Chief Zimmer, Infielder Tommy Leach und die Outfielder Fred Clarke und Dummy Hoy zusammen mit Honus Wagner unter dem Eigentümer Barney Dreyfuss nach Pittsburgh zu den Pirates wechselten. Hier in seiner Heimatstadt spielte Wagner dann bis an sein Karriereende, insgesamt 21 Spielzeiten.
Den Titel als bester Schlagmann konnte Wagner im Jahr 1900 zum ersten Mal gewinnen, daneben führte er die Liga in Doubles (45), Triples (22) und im Slugging mit .583 an, alles waren auch für ihn selbst jeweils persönliche Bestleistungen. Er wurde am Anfang seiner Karriere auf allen Feldpositionen eingesetzt, um mit seinen guten Schlagleistungen auf jeden Fall im Line-Up zu stehen, 1901 schließlich als Shortstop. Als er den etatmäßigen Shortstop Bones Ely zum ersten Mal vertrat, unterliefen ihm in einem einzigen Inning gleich drei Fehler. Dennoch wurde er letztendlich als der beste Shortstop seiner Zeit gewürdigt, obwohl er neben mehr als 300 Spielen als Outfielder und jeweils mehr als 200 Spielen an First und Third Base auf jeder Feldposition außer der des Catchers spielte, sogar als Pitcher wurde er zweimal eingesetzt.
Es folgten insgesamt acht weitere Titel als Best Batter in der National League. Nur Ty Cobb mit elf und Tony Gwynn ebenfalls mit acht Titeln waren ähnlich erfolgreich. In vielen weiteren Statistikkategorien konnte er den Spitzenplatz ebenfalls mehrmals erringen, so gleich sechsmal in Slugging percentage, viermal in On-Base Percentage, sechsmal in Total Bases, siebenmal in Doubles, dreimal in Triples sowie je fünfmal in RBI und Stolen Bases. Er war trotz seiner O-Beine ein hervorragender Baserunner, auch wenn ein zeitgenössischer Sportreporter seinen Laufstil einmal als „dem Tanz eines sich aufbäumenden Elefanten ähnlich“ beschrieb. Die Gesamtstatistik weist für Honus Wagners Karriere einen Schlagdurchschnitt von .327 aus, er schlug 640 Doubles, 101 Homeruns und als Major League Rekord insgesamt 3415 Hits. Diese Bestmarke wurde erst in den 1920er-Jahren durch Cobb gebrochen, als Rekord der National League hatte die Zahl bis 1961 Bestand, als sie durch Stan Musial gebrochen wurde. Wagner war nach Cap Anson erst der zweite Spieler seit Beginn der Major Leagues im Jahre 1876, der mehr als 3000 Hits erreichte. Dass er in seiner Karriere 101 Home Runs schlug, gilt für einen Spieler der Deadball-Ära als ausgesprochen gutes Ergebnis, da in jener Zeit allgemein nur wenige Homeruns geschlagen wurden.
Schon nach seinem Rücktritt 1917 galt Honus Wagner als einer der besten Allround-Spieler aller Zeiten. Der bekannte Baseballstatistiker Bill James schätzt ihn als den zweitbesten Spieler aller Zeiten direkt nach Babe Ruth ein, die Statistiker John Thorn und Pete Palmer setzen ihn auf Rang neun ihrer ewigen Bestenliste. Viele der Baseballgrößen, die als Spieler und Manager gegen ihn antraten, darunter Babe Ruth, Ty Cobb, Rogers Hornsby und Walter Johnson, setzten Wagner auf Shortstop in ihren Teams der besten Spieler aller Zeiten.

## World-Series-Spiele
Die erste World Series, das Spiel zwischen den Gewinnern der American und National League, fand 1903 zwischen den Boston Americans (später Boston Red Sox) und den Pirates statt. Pittsburgh wurde als Favorit angesehen, schließlich bestand die American League erst drei Jahre und wurde als weniger spielstark eingeschätzt. Zu dieser Zeit war Wagner schon ein Star und man setzte umso mehr auf ihn, als Pitcher aus der Starting rotation verletzt waren. Wagner selbst war angeschlagen und brachte es nur auf einen Durchschnitt von .222 in der Serie. Dazu kamen noch einige als besonders rüpelhaft verschriene Fans der Red Sox, die sogenannten „Royal Rooters“. Sie sangen bei jedem „At-Bat“ von Wagner zur Melodie des damals populären Schlagers „Tessie“ den Text „Honus, Honus, why do you hit so badly?“ (Honus, Honus, warum schlägst du so schlecht?) Letztendlich verloren die Pirates die Best-of-Nine-Serie mit fünf zu drei gegen eine Mannschaft, in deren Reihen die Pitcher Cy Young und Bill Dinneen sowie Third-Baseman-Manager Jimmy Collins standen. Christy Mathewson schrieb in seinem Buch „Pitching in a Pinch“: „For some time after ‚Hans‘ Wagner's poor showing in the world's series of 1903... it was reported that he was yellow (poor in the clutch). This grieved the Dutchman deeply, for I don't know a ball player in either league who would assay less quit to the ton than Wagner... This was the real tragedy in Wagner's career. Notwithstanding his stolid appearance, he is a sensitive player, and this has hurt him more than anything else in his life ever has. (Eine Zeit lang nach dem schwachen Auftreten bei der World Series 1903… …wurde berichtet, er sei gelb (spiele schlecht unter Druck). Das traf den Dutchman hart, denn ich kenne keinen Spieler in einer der Ligen, der unter Druck weniger versagen würde als Wagner… Das war für die Karriere Wagners tragisch. Im Gegensatz zu seinem grobschlächtigen Äußeren war er ein sensibler Mensch und dies traf ihn mehr als alles andere je in seiner Karriere.)“
Wagner und den Pirates bot sich 1909 die Gelegenheit, zu beweisen, dass sie nicht „gelb“ waren. Die Pirates mussten gegen Ty Cobbs Detroit Tigers antreten und es sollte das einzige Mal bleiben, dass die dominierenden Schlagmänner ihrer Zeit aufeinander trafen. Wagner war schon 35 und Cobb gerade einmal 22. Dieses Mal ließ sich Wagner nicht ausstechen und er übertrumpfte Cobb am Schlag mit .333 gegen .231, zudem stellte er mit sechs Stolen bases einen neuen Rekord für die Finals auf. Dem blitzschnellen Cobb gelangen nur zwei Steals und davon war einer nach Cobbs eigenen Angaben eine Fehlentscheidung. Wagner erinnerte sich: „War machten ihn aus an der zweiten [Base]. Danach ergab sich ein Gebrabbel mit dem Umpire Silk O'Loughlin, der ‚kein Aus‘ rief. Wir diskutierten ungefähr eine Minute weiter und gaben kein bisschen nach, als Cobb sich an den Umpire wandte. Er sagte zu O'Loughlin, einem Umpire aus der American League: ‚Sicher war ich ‚aus‘, die hatten mich um ein Fuß. Du hast diese Entscheidung gerade verblasen, also auf, lass’ uns weitermachen.‘ “ Es kursiert auch eine Geschichte aus Lawrence Ritters Buch „The Glory of Their Times“, nach der Cobb gegenüber Wagner prahlte, er würde second stehlen und Wagner hätte in der folgenden Aktion einen besonders rüden „Tag“ an Cobbs Mund gesetzt, so dass die beiden sich angeblafft hätten. Allerdings wird angezweifelt, ob diese Begebenheit sich wirklich so zugetragen hat. Die Pirates gewannen schließlich die World Series mit vier zu drei Siegen.

## Nach der Karriere
Kurzzeitig fungierte Wagner als Manager für die Pirates, gab aber schon nach fünf Spielen diesen Posten wieder auf. Stattdessen übernahm er die Arbeit als Hitting Trainer, diese Position hatte er von 1933 bis 1952 inne. Die späteren Mitglieder der Hall of Fame Arky Vaughan, Kiki Cuyler, Ralph Kiner und insbesondere auch Pie Traynor, der von 1934 bis 1939 Spielertrainer war, wurden von ihm geformt. In dieser Zeit trug er zunächst die Rückennummer 14, wechselte aber später zur 33, die als seine berühmt wurde und die später ihm zu Ehren gesperrt wurde, während seiner Zeit als Spieler waren Rückennummern beim Baseball noch unbekannt. Er war auch als Trainer jederzeit und überall in den Stadien ein gern gesehener Gast und man schätzte ihn als einen der großen Vertreter des Baseballs.
1928 trat Wagner bei den Wahlen zum Sheriff in Allegheny County an, konnte sich aber nicht durchsetzen. 1942 wurde er zum Deputy Sheriff ernannt. Zudem betrieb er auch ein bekanntes Sportgeschäft. Noch heute gibt es einen Sportausstatter im Zentrum von Pittsburgh, der den Namen „Honus Wagner“ trägt.
Seinen Lebensabend verbrachte Wagner in Pittsburgh, wo er als angesehene Persönlichkeit bekannt war. Er starb am 6. Dezember 1955 im Alter von 81 Jahren und wurde auf dem Jefferson Memorial Friedhof im Bezirk South Hills von Pittsburgh begraben.

## Ehrungen
- Bei der ersten Wahl zur Baseball Hall of Fame 1936 erhielt Wagner genauso viele Stimmen wie Babe Ruth, nur Ty Cobb hatte mehr als diese beiden, und er gehört somit neben den beiden und zusammen mit Walter Johnson und Christy Mathewson zu den ersten fünf in die Ehrenhalle Aufgenommenen.
- Zum hundertsten Geburtstag des Profi-Baseballs 1969 wurde eine Wahl der größten Spieler aller Zeiten durchgeführt, Wagner wurde Shortstop dieser All Time Greatest.
- Als die Zeitschrift The Sporting News 1999 eine Liste der 100 größten Baseballspieler aller Zeiten veröffentlichte, setzte sie Honus Wagner auf Platz dreizehn und damit bestplatzierten Shortstop – und das 82 Jahre nach seinem letzten Spiel und 44 Jahre nach seinem Tod.
- Nachdem 1999 die Fans Cal Ripken Jr. und Ernie Banks als Shortstops in das Major League Baseball All-Century Team gewählt hatten, wurde Wagner vom Aufsichtskomitee der Wahl als dritter Shortstop benannt.
- William J. Hartz schrieb einen Marsch mit dem Titel „Husky Hans“, den er „mit Respekt dem dreifachen Batting Champion der National League, Honus Wagner, gewidmet“ betitelte. [8]
- Eine lebensgroße Bronzestatue Wagners auf einem Marmorsockel wurde vor dem Forbes Field aufgestellt, gestaltet von Frank Vittor. Sie zeigt ihn einen Baseballschläger schwingend, bewundert von Kindern, die als Relief auf dem Marmor dargestellt sind. Der feierlichen Enthüllung am 30. April 1955 konnte der zu dieser Zeit schon gebrechliche Wagner noch persönlich beiwohnen und seinen vielen Fans zuwinken. Im Jahre 2000 wurde die Skulptur zunächst vor den Eingang des Three Rivers Stadiums geschafft, heute steht die Statue vor dem Haupteingang zum PNC Park, ganz in der Nähe zum früheren Spielort der Pirates, dem Exposition Park und schließt so gewissermaßen den Kreis von Wagners Leben.
- Das Baseballstadion der Carlynton High School in Carnegie, Pennsylvania, ist nach Honus Wagner benannt.
- In der Briefmarkenserie „Legends of Baseball“ der amerikanischen Post wurden zwanzig Basespieler anlässlich der Wahl zum „MLB All Century team“ geehrt. Honus Wagner erscheint auf der 33 Cent Marke.
- Ogden Nash schrieb ein kleines Gedicht über Wagner für das Sport magazine. [9]

W is for Wagner,
The bowlegged beauty;
Short was closed to all traffic
With Honus on duty.

„W steht für Wagner,
die o-beinige Schönheit;
An Shortstop kam für jeden Ball das Ende
Wenn Honus auf dem Posten war.“

## Populärkultur
- Dan Gutman schrieb und veröffentlichte 1997 ein Jugendbuch mit dem Titel „Honus and Me“. Es erzählt die Geschichte eines Jungen, der Baseballkarten sammelt und über magische Kräfte in der berühmten T-206-Wagner-Baseballkarte Honus Wagner selbst trifft. Nach der Buchvorlage wurde 2004 ein Fernsehfilm gedreht, The Winning Season, mit Matthew Modine in der Hauptrolle. In der deutschen Synchronisation des Filmes wird Wagner fälschlicherweise als Niederländer bezeichnet.
- Im Jahre 1919 stand Wagner selbst in einem Film mit dem Titel Spring Fever vor der Kamera. Mit ihm spielten zwei Mitglieder der Three Stooges, Moe and Shemp Howard, und Harold Lloyd.[10]
- In der Fernsehserie Prison Break gesteht David „Tweener“ Apolskis dem Serienhelden Michael Scofield, dass er ins Gefängnis kam, weil er eine Honus-Wagner-Baseballkarte gestohlen habe.

## T206 Baseballkarte

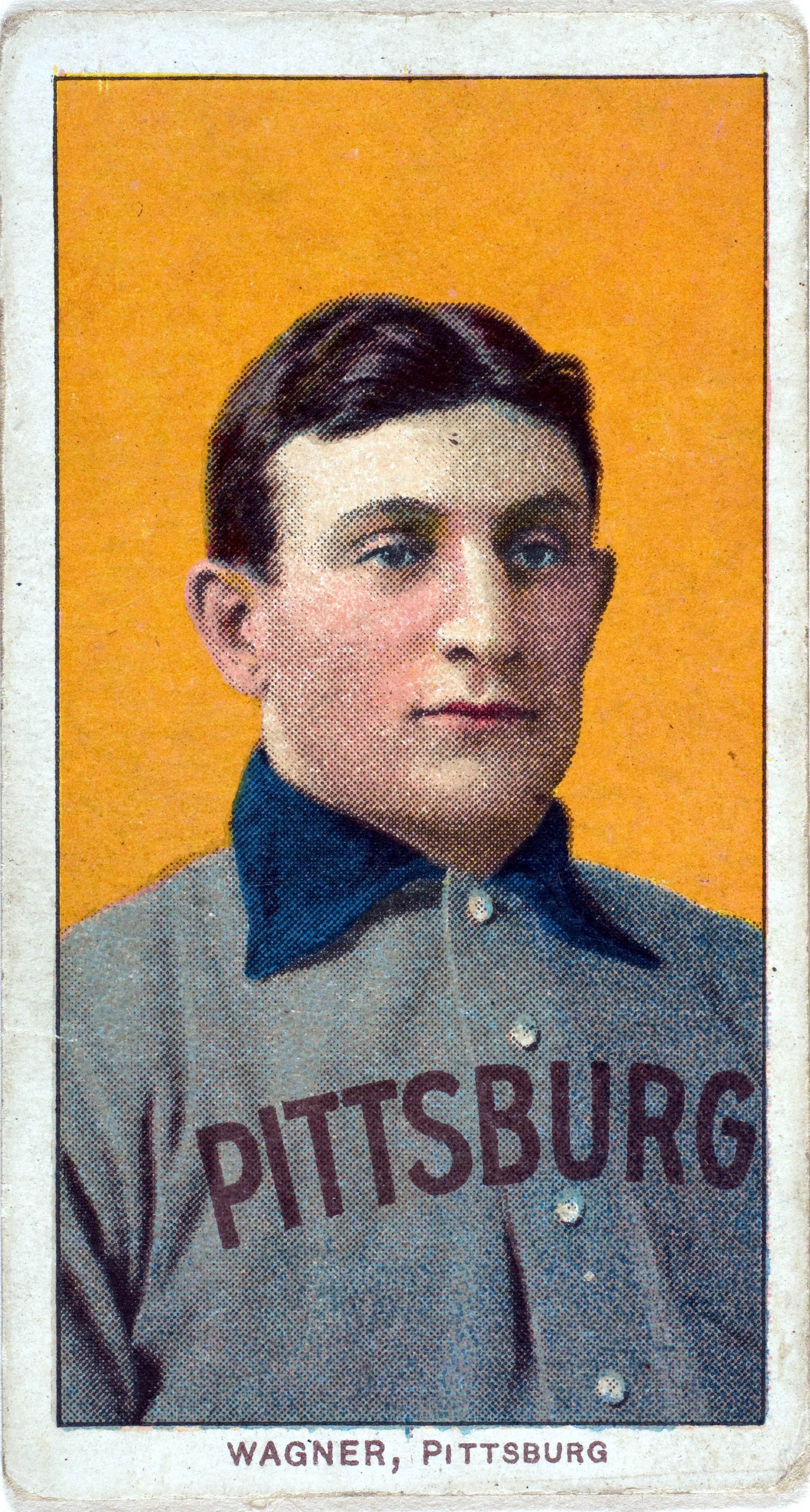
Baseballkarte von Honus Wagner

Die T206-Honus Wagner-Baseballkarte ist seit langem die berühmteste existierende Baseballkarte. Sie gilt als der „Heilige Gral“ oder die „Mona Lisa“ der Baseballkarten, und ein Exemplar von ihr war die erste Karte überhaupt, für die mehr als eine Million US-Dollar bezahlt wurde. Man vermutet, dass nur fünfzig bis sechzig dieser Karten existieren.
Als ein möglicher Grund für die Seltenheit dieser Karte wird angenommen, dass Wagner, ein Nichtraucher, verlangte, dass die Produktion der Karte als Mittel zur Verkaufsförderung von Tabakprodukten eingestellt werden müsste. Dazu im Widerspruch steht allerdings, dass Wagner in einer Szene mit Tabaksutensilien von Recius kurz vor der Jahrhundertwende zu sehen ist. Eine andere Vermutung besagt, dass Wagner keine Vergütung für die Verwendung seines Bildes erhielt und deshalb die Erlaubnis zur weiteren Verbreitung zurückzog. In der Baseball Hall of Fame in Cooperstown wird Wagner als Raucher dargestellt, der verhindern wollte, dass Kinder sich Tabakwaren kaufen mussten, um diese Karte bekommen zu können. Deswegen soll er die Einstellung der Produktion verlangt haben.
Die bekannteste der wenigen noch existierenden Karten, die zugleich die erste über eine Million US-Dollar teure war, wurde am 26. Februar 2007 bei einer Auktion für 2,35 Millionen US-Dollar an einen unbekannten Bieter in Orange County (Kalifornien) verkauft. Diese Karte wird als „near-mint“ bis „mint PSA graded 8“ eingestuft und war mit der Seriennummer 00000001 die erste bei PSA taxierte Karte. Im September 2007 wurde die Karte erneut zu einem Rekordpreis versteigert, diesmal für 2,8 Millionen US-Dollar an einen privaten Eigentümer.
Diese spezielle Karte ist verglichen mit den anderen in Umlauf befindlichen T206-Karten die am besten erhaltene, da sie seit langem in einer Hülle aus Plexiglas geschützt ist. Als die Baseballkarte schlechthin hat sie ihren Besitzer in den letzten zehn Jahren mehrfach gewechselt und dabei dreimal den doppelten Preis wie beim Verkauf davor erzielt. Zu den Eigentümern der Karte gehörten der Eishockeystar Wayne Gretzky, der Eigentümer der Los Angeles Kings, Bruce McNall und danach die Supermarktkette Wal-Mart. Wal-Mart wollte die Karte eigentlich bei einer Werbeaktion für Baseballkarten als Hauptpreis verlosen, der Gewinner konnte jedoch die damit verbundenen Steuern nicht aufbringen und so fiel die Karte an einen Chicagoer Geschäftsmann und Sammler, der sie bei einer Auktion für 640.000 US-Dollar ersteigerte. Schon Mitte 2000 wurde sie zum Preis von 1,26 Millionen US-Dollar an einen Geschäftsmann nach Las Vegas verkauft, der sie bei Baseballspielen und in der Ronald Reagan Presidential Library öffentlich ausstellte, bevor sie dann Anfang 2007 wieder zum doppelten Preis erneut einen Käufer fand.
2007 veröffentlichte der Journalist Michael O’Keefe von den New York Daily News ein Buch über die Karte. Darin führt er an, dass die Karte von einem bekannten Händler einmal an den Rändern beschnitten worden sei, um ihren Wert zu erhöhen. Bekannt sind momentan vier der Wagner-Karten, deren Zustand von Sachverständigen sehr gut bis ausgezeichnet eingeschätzt wird. Scott D. Ireland aus Vermont besitzt das am besten erhaltene Exemplar der Karten im vermutlich unveränderten Originalzustand.

## Zitate über Honus Wagner
- Babe Ruth, über die Aufstellung seines besten Teams aller Zeiten gefragt, sagte: „Auf Shortstop gibt es einen einzigen Kandidaten, den unsterblichen Honus Wagner. Er überragt alle anderen auf dieser Position um Längen. Jungs wie Marion, Bancroft, Peck und Billy Jurges waren alle hervorragende Defensivspieler. Aber Honus konnte mehr als nur besser verteidigen als sie. Er war vielleicht der größte rechtshändige Hitter aller Zeiten. Er hatte bemerkenswert lange Arme, Hände wie Klodeckel und er zog den Ball einfach auf sich. Ed Barrow sagte mir einmal, er wäre auch auf jeder anderen Position genauso gut gewesen, aber er schuf sich als Shortstop den besten Ruf. Er führte die National League sieben Mal beim Schlagen an und war immer noch Spitze, als er schon in den Vierzigern war.“[18]
- „Als ich noch ein Junge war, damals in Kansas, gingen ein Freund und ich fischen und wir saßen in der warmen Nachmittagssonne und sprachen darüber, was wir einmal werden wollten, wenn wir groß wären. Ich sagte ihm, ich wollte ein Major League Baseballspieler werden, ein echter Profi, so wie Honus Wagner. Mein Freund sagte, er würde gerne Präsident der Vereinigten Staaten werden. Keiner von uns bekam seinen Wunsch erfüllt.“ – Dwight D. Eisenhower.[19]